# Kriosfera
Kriosfera (od grčke reči κρύος kryos, „hladnoća”, „mraz” ili „led” i σφαῖρα sphaira, „globus, kugla”) sveobuhvatni je termin za one porcije Zemljine površine na kojima je voda u čvrstoj formi, uključujući morski led, jezerski led, rečni led, snežni pokrivač, glečere, ledene kape, ledene ploče, i zamrznuto tlo (čime je obuhvaćen permafrost). Postoji široko preklapanje sa hidrosferom. Kriosfera je integralni deo globalnog klimatskog sistema s važnim vezama i povratnim reakcijama nastalim njegovim uticajem na površinsku energiju i protoke vlage, oblake, padavine, hidrologiju, atmosfersku i okeansku cirkulaciju. Kroz ove povratne procese kriosfera igra značajnu ulogu u globalnoj klimi i u responsu klimatskog modela na globalne promene. Izraz deglacijacija opisuje povlačenje kriosfernih karakteristika. Kriologija je proučavanje kriosfere.

## Struktura
Zamrznuta voda se nalazi na Zemljinoj površini prevashodno kao snežni pokrivač, slatkovodni led u jezerima i rekama, morski led, glečeri, ledene ploče, smrznuta zemlja i permafrost (trajno smrznuta zemlja). Vreme zadržavanja vode u svakom od ovih kriosfernih podsistema varira u velikoj meri. Snežni pokrivač i slatkovodni led su u osnovi sezonski, a većina morskog leda, osim leda na centralnom Arktiku, traje samo nekoliko godina, ako nije sezonski. Data čestica vode u glečerima, ledenim pločama ili zemaljskom ledu, može ostati zamrznuta 10–100.000 godina ili duže, a duboki led u delovima Istočnog Antarktika verovatno ima starost od oko milion godina.
Većina svetskog leda je na Antarktiku, uglavnom u ledenim pločama Istočnog Antarktika. U pogledu površinskog obima, snežni i ledeni deo severne hemisfere čini najveću površinu, koja u januaru u proseku iznosi 23% površine hemisfere. Veliki površinski opseg i važne klimatske uloge snega i leda, povezane sa njihovim jedinstvenim fizičkim svojstvima, ukazuju na to da je sposobnost posmatranja i modelovanja obima, debljine i fizičkih svojstava (zračenja i toplotnih svojstava) snega i leda od posebnog značaja za klimatska istraživanja.
Postoji nekoliko osnovnih fizičkih svojstava snega i leda koji modulišu razmenu energije između površine i atmosfere. Najvažnija svojstva su površinska refleksija (albedo), sposobnost prenosa toplote (toplotna difuzivnost) i sposobnost promene stanja (latentna toplota). Ova fizička svojstva, zajedno sa hrapavošću površine, emisivnošću i dielektričnim karakteristikama, imaju važne implikacije na posmatranje snega i leda iz svemira. Na primer, hrapavost površine često je dominantan faktor koji određuje jačinu povratnog zračenja radara. Fizička svojstva kao što su kristalna struktura, gustina, dužina i sadržaj tečne vode važni su faktori koji utiču na prenos toplote i vode, i rasipanje mikrotalasne energije.
Površinska refleksija upadnog sunčevog zračenja važna je za površinsku energetsku ravnotežu (engl. surface energy balance - SEB). To je odnos reflektovane i upadne solarne radijacije, koji se obično naziva albedo. Klimatologe prvenstveno zanima albedo integrisan u delu kratkotalasne porcije elektromagnetnog spektra (~300 do 3500 nm), koji se poklapa sa glavnim ulazom solarne energije. Tipično su vrednosti albeda za snegom pokrivene površine koje se ne tope visoke (~80–90%), osim u slučaju šuma. Više vrednosit albeda za sneg i led uzrokuju nagle promene površinske reflektivnosti u jesen i proleće na visokim latitudama, ali ukupni klimatski značaj ovog povećanja prostorno i vremenski je modulisan oblačnim pokrivačem. (Planetarni albedo uglavnom je određen oblačnim pokrivačem, i malom količinom ukupnog sunčevog zračenja primljenog na visokim latitudama tokom zimskih meseci.) Leto i jesen su doba visokih prosečnih oblačnosti nad Arktičkim okeanom, te je povratni albedo povezan sa velikim sezonskim promenama u obimu morskog leda. Groisman et al. su uočili da snežni pokrivač ima najveći uticaj na Zemljinu radijacionu ravnotežu u prolećnom (april do maja) periodu kada je upadno sunčevo zračenje najveće u oblastima pokrivenim snegom.
Termička svojstva kriosfernih elemenata takođe imaju važne klimatske posledice. Sneg i led imaju mnogo nižu toplotnu difuzivnost od vazduha. Toplotna difuzivnost je mera brzine kojom temperaturni talasi mogu da prodru kroz neku supstancu. Sneg i led su više redova veličine manje efikasni u pogledu difuzije toplote od vazduha. Snežni pokrivač izoluje površinu zemlje, a morski led izoluje ishodišni okean, čime se razdvaja interfejs površine i atmosfere u smislu protoka toplote i vlage. Protok vlage sa vodene površine eliminiše se čak i tankom ledenom slojem, dok protok toplote kroz tanki led i dalje ostaje značajan dok led ne postigne debljinu veću od 30 do 40 cm. Međutim, čak i mala količina snega povrh leda dramatično umanjuje toplotni protok i usporava brzinu rasta leda. Izolacioni efekat snega takođe ima velike posledice na hidrološki ciklus. U regionima koji nisu permafrostni, izolacioni efekat snega je takav da se samo tlo u blizini površine smrzava i dubokovodna drenaža ostaje neprekinuta.
Dok sneg i led deluju tako da izoluju površinu od velikih gubitaka energije tokom zime, oni utiču i na kasno zagrejavanje u proljeće i leto zbog velike količine energije potrebne za topljenje leda (latentna toplota fuzije, 3,34 x 105 J/kg na 0 °). Međutim, snažna statička stabilnost atmosfere nad oblastima obilnog snega ili leda teži ograničavanju neposrednog efekta hlađenja na relativno plitki sloj, tako da su pridružene atmosferske anomalije obično kratkotrajne i od lokalnog do regionalnog obima. Međutim, u nekim delovima sveta, poput Evroazije, hlađenje povezano s velikim snežnim naslagama i vlažnim prolećnim zemljištem igra ulogu u modulaciji letnje monsunske cirkulacije. Gucler i Preston (1997) su nedavno predstavili dokaze za slične povratne uticaje snežno-letnje cirkulacije nad jugozapadnim Sjedinjenim Državama.
Uloga snežnog pokrivača u modulaciji monsuna samo je jedan primer kratkoročne kriosferno-klimatske povratne sprege koja obuhvata kopnenu površinu i atmosferu. Iz slike 1 vidi se da u globalnom klimatskom sistemu postoje brojne povratne sprege kriosfere i klime. One deluju u širokom rasponu prostornih i vremenskih skala, od lokalnog sezonskog sniženja temperatura vazduha do hemisfernih varijacija ledenih ploča tokom vremenskih skala od više hiljada godina. Povratni mehanizmi su često kompleksni i nepotpuno izučeni. Na primer, Curry et al. (1995.) pokazali su da takozvani „jednostavni” povratni odnos morskog leda i albeda obuhvata složene interakcije tališta, debljine leda, snežnog pokrivača i obima morskog leda.

### Sneg
Zbog bliskog odnosa sa temperaturom vazduha u hemisferi, snežni pokrivač je važan pokazatelj klimatskih promena. Većina Zemljine površine pokrivene snegom nalazi se na severnoj hemisferi i varira sezonski od 46,5 miliona km2 u januaru do 3,8 miliona km2 u avgustu. Severnoamerički zimski snežni pokrivač se povećao tokom 20. veka, uglavnom kao odgovor na povećanje padavina. Međutim, IPCC Šesti izveštaj o proceni je otkrio da se snežni pokrivač na severnoj hemisferi smanjuje od 1978. godine, zajedno sa dubinom snega. Opažanja paleoklime pokazuju da su takve promene bez presedana tokom poslednjih milenijuma u zapadnoj Severnoj Americi.

## Literatura
- Brown, R. D., and P. Cote, 1992: Inter annual variability in land fast ice thickness in the Canadian High Arctic, 1950–89. Arctic, 45, 273–284.
- Chahine, M. T., 1992: The hydrological cycle and its influence on climate. Nature, 359, 373–380.
- Flato, G. M., and R. D. Brown, 1996: Variability and climate sensitivity of landfast Arctic sea ice. J. Geophys. Res., 101(C10), 25,767–25,777.
- Groisman, P. Ya, T. R. Karl, and R. W. Knight, 1994b: Changes of snow cover, temperature and radiative heat balance over the Northern Hemisphere. J. Climate, 7, 1633–1656.
- Hughes, M. G., A. Frei, and D. A. Robinson, 1996: Historical analysis of North American snow cover extent: merging satellite and station-derived snow cover observations. Proc. 53rd Eastern Snow Conference, Williamsburg, Virginia, 21–31.
- Huybrechts, P., 1990: The Antarctic ice sheet during the last glacial inter glacial cycle: a three-dimensional experiment. Annals of Glaciology, 14, 115–119.
- IPCC, 1996: Climate Change 1995: The Science of Climate Change.Houghton, J. T., L. G. Meira Filho, B. A. Callander, N. Harris, A. Kattenberg, and K. Maskell (eds.), Contribution of WGI to the Second Assessment Report of the Intergovernmental Panel on Climate Change. Cambridge University Press, Cambridge, UK, 572 pp.
- Ledley, T. S., 1991: Snow on sea ice: competing effects in shaping climate. J. Geophys. Res., 96, 17,195–17,208.
- Ledley, T. S., 1993: Variations in snow on sea ice: a mechanism for producing climate variations. J. Geophys. Res., 98(D6), 10,401–10,410.
- Lynch-Stieglitz, M., 1994: The development and validation of a simple snow model for the GISS GCM. J. Climate, 7, 1842–1855.
- Martin, S., K. Steffen, J. Comiso, D. Cavalieri, M. R. Drinkwater, and B. Holt, 1992: Microwave remote sensing of polynyas. In: Carsey, F. D. (ed.), Microwave remote sensing of sea ice, Washington, DC, American Geophysical Union, 1992, 303–311.
- Meier, M. F., 1984: Contribution of small glaciers to global sea level rise. Science, 226, 1418–1421.
- Parkinson, C. L., J. C. Comiso, H. J. Zwally, D. J. Cavalieri, P. Gloersen, and W. J. Campbell, 1987: Arctic Sea Ice, 1973–1976: Satellite Passive-Microwave Observations, NASA SP-489, National Aeronautics and Space Administration, Washington, D.C., 296 pp.
- Paterson, W. S. B., 1993: World sea level and the present mass balance of the Antarctic ice sheet. In: W.R. Peltier (ed.), Ice in the Climate System, NATO ASI Series, I12, Springer-Verlag, Berlin, 131–140.
- Robinson, D. A., K. F. Dewey, and R. R. Heim, 1993: Global snow cover monitoring: an update. Bull. Amer. Meteorol. Soc., 74, 1689–1696.
- Steffen, K., and A. Ohmura, 1985: Heat exchange and surface conditions in North Water, northern Baffin Bay. Annals of Glaciology, 6, 178–181.
- Van den Broeke, M. R., 1996: The atmospheric boundary layer over ice sheets and glaciers. Utrecht, Universities Utrecht, 178 pp.
- Van den Broeke, M. R., and R. Bintanja, 1995: The interaction of katabatic wind and the formation of blue ice areas in East Antarctica. J. Glaciology, 41, 395–407.
- Welch, H. E., 1992: Energy flow through the marine ecosystem of the Lancaster Sound region, Arctic Canada. Arctic, 45, 343.
- Fedorov R. (2019). „Cryogenic Resources: Ice, Snow, and Permafrost in Traditional Subsistence Systems in Russia.”. MDPI. 8 (1): 17. Bibcode:2019Resou...8...17F. doi:10.3390/resources8010017 .